# مایل جغرافیایی
مایل جغرافیایی (انگلیسی: Geographical mile) یکی از یکاهای طول است که برابر با طول ۱ دقیقه قوسی در امتداد استوای زمین است. مقدار مایل جغرافیایی بر پایه کره‌گون بین‌المللی ۱۹۲۴ برابر با ۱۸۵۵٫۴ متر است. انجمن ناوبری کاربردی آمریکا در سال ۲۰۱۷ مایل جغرافیایی را برابر با ۱۸۵۵٫۳۴۲ متر (۶۰۸۷٫۰۸ فوت) تعریف کرده‌است. دقت بیشتر این یکا بستگی به انتخاب بیضی‌گون دقیق‌تر دارد. طول استوا در سامانه ژئودتیک جهانی WGS-84 برابر با ۴۰۰۷۵۰۱۶٫۶۸۵۶ متر است و در این حالت هر مایل جغرافیایی برابر با ۱۸۵۵٫۳۲۴۸ متر است؛ در حالی‌که سرویس بین‌المللی چرخش زمین و سامانه‌های مرجع (IERS) در سال ۲۰۱۰ طول استوا را ۴۰۰۷۵۰۲۰٫۴۵۵۵ تعیین کرد که بر این اساس هر مایل جغرافیایی برابر با ۱۸۵۵٫۳۲۵۰ متر و ۰٫۲ میلی‌متر بلندتر از مقدار آن بر پایه WGS-84 است. در هر بیضی‌وار هر ۱ درجه طول جغرافیایی در خط استوا دقیقاً برابر با ۶۰ مایل جغرافیایی است.
شکل سیاره زمین تقریباً مانند بیضی فشرده‌است که در استوا برآمده و در قطب‌ها فشرده‌تر است. در نتیجه آن اندازه محیط زمین در راستای استوا ۰٫۱۶۸ درصد بزرگ‌تر از اندازه محیط آن در راستای قطبی است. مایل جغرافیایی اندکی از مایل دریایی بزرگ‌تر است، چون مایل دریایی به صورت تاریخی بر اساس اندازه محیط زمین در راستای قطبی است. هر مایل جغرافیایی تقریباً برابر با ۱٫۰۰۱۷۸ مایل دریایی است.